# Juan Sebastián Chamorro
Juan Sebastián Chamorro García (Managua, 1966) es un economista, empresario y político nicaragüense. Fue precandidato a la presidencia en las Elecciones generales de Nicaragua de 2021. Ha sido liberado el 9 de febrero de 2023, reencontrándose con su mujer e hija.

## Biografía
El padre de Chamorro fue el periodista Xavier Chamorro Cardenal, quien fundó el periódico El Nuevo Diario en 1980, como parte de las consecuencias del asesinato de su hermano Pedro Joaquín Chamorro Cardenal en 1978, un evento ampliamente visto como un punto de inflexión para impulsar el apoyo a la Revolución Sandinista y su éxito en el derrocamiento de la dictadura de Anastasio Somoza el próximo año. En 1990, la viuda de Pedro Joaquín, Violeta Barrios de Chamorro, se postuló con éxito como candidata conservadora a la presidencia como cabeza de la coalición electoral Unión Nacional Opositora (UNO) y derrotó al sandinista Daniel Ortega. Asistió a la Universidad de San Francisco y se graduó magna cum laude en economía. Obtuvo una maestría en Economía con mención en Políticas Sociales de la Universidad de Georgetown, luego un doctorado en Economía de la Universidad de Wisconsin-Madison, especializándose en econometría. Su disertación examinó los derechos de propiedad y su impacto en la economía nicaragüense.

## Trayectoria
De 2002 a 2006, Chamorro ocupó diferentes roles en la administración del presidente Enrique Bolaños: director general de la Cuenta Reto del Milenio de Nicaragua; viceministro de Hacienda y Crédito Público; secretario técnico de la Presidencia de la República y coordinador del Sistema Nacional de Inversión Pública. Chamorro es director ejecutivo del think tank económico FUNIDES y representó al sector empresarial en el Diálogo Nacional 2018, como líder de la Alianza Cívica por la Justicia y la Democracia (ACJD) en oposición al gobierno del presidente Daniel Ortega. La ACJD surgió a raíz de las protestas y la sangrienta represión gubernamental que siguió a partir de abril de 2018. En enero de 2021, Chamorro dejó el cargo de director de la ACJD para centrarse en la política electoral (los estatutos del grupo, que no es un partido político, estipular que el director debe renunciar si se involucra en una campaña para el cargo).
Pidió una reforma electoral antes de las elecciones de 2021. Abogó por aumentar el porcentaje requerido para ganar sin pasar por una segunda vuelta, y dijo que el titular Ortega, quien se postulará para un quinto mandato, se ha beneficiado de solo necesitar el 35% de los votos en una carrera multipartidista para asegurar una victoria.